# 6 Pułk Grenadierów (Cesarstwo Niemieckie)

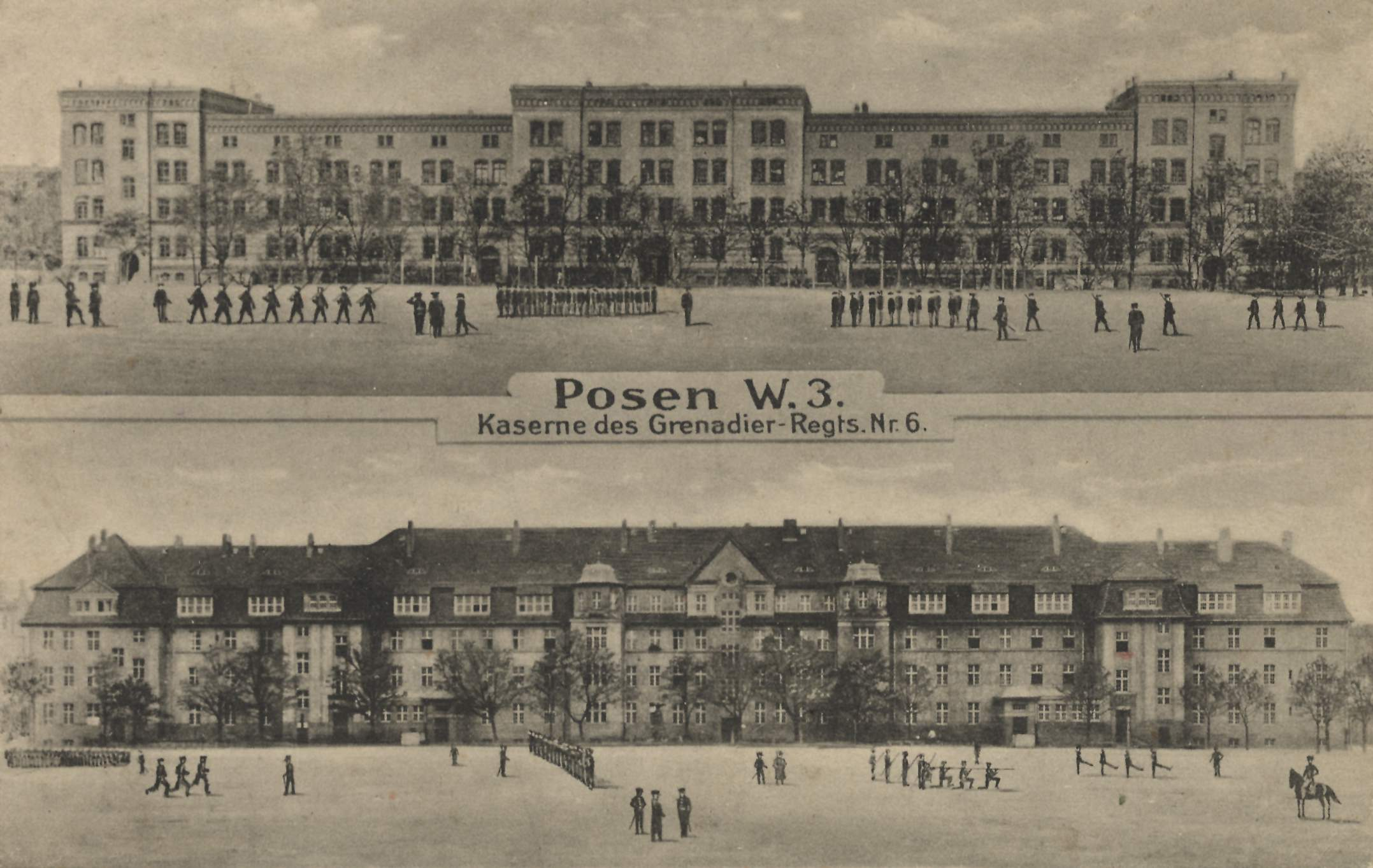
Koszary pułku

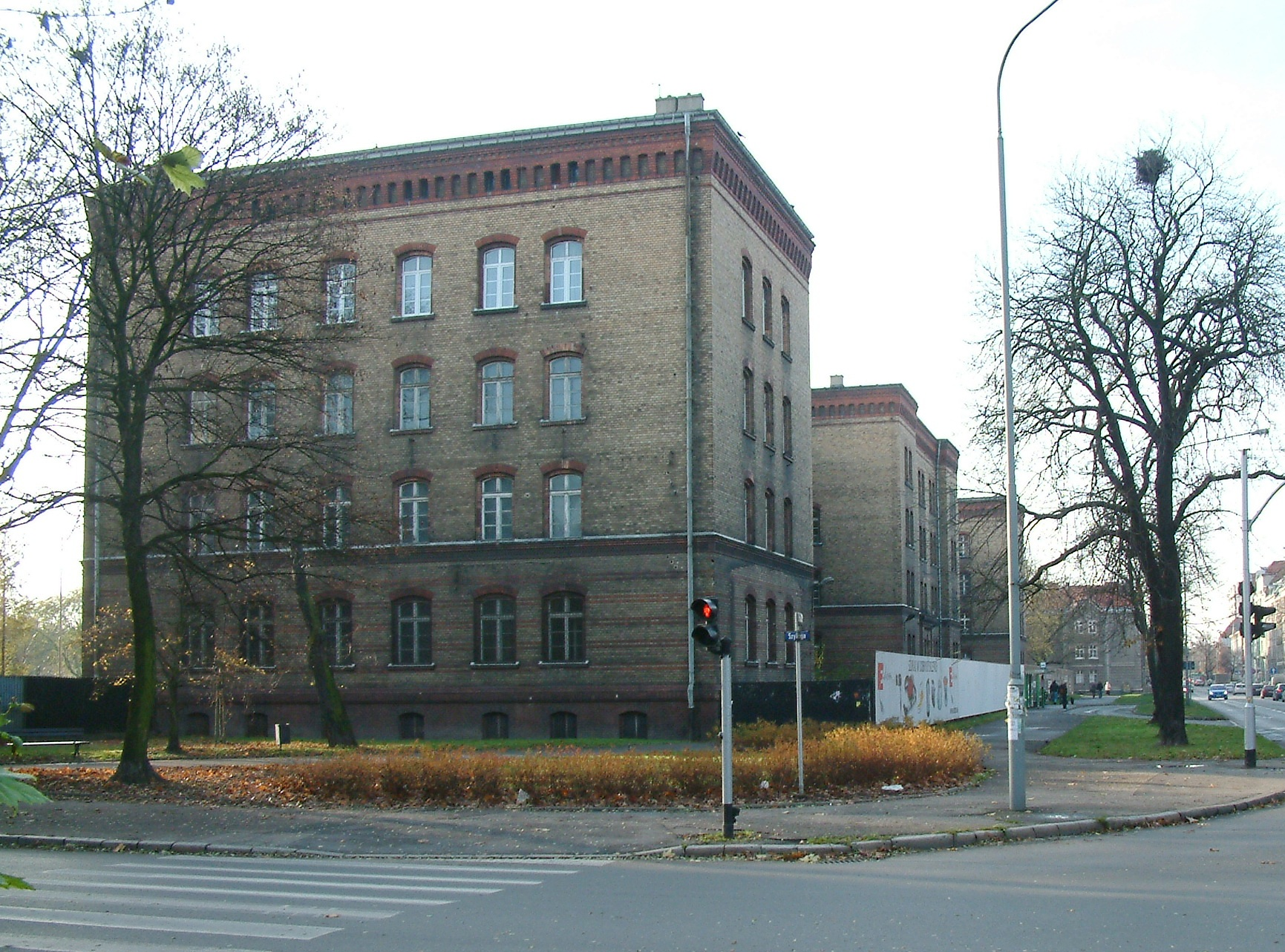
Północny budynek koszar w Poznaniu, obecnie używany przez oddział Żandarmerii Wojskowej

6 Pułk Grenadierów im. Hrabiego Kleista von Nollendorfa (1 Zachodniopruski) (niem. Königlich-Preußisches Grenadier-Regiment Graf Kleist von Nollendorf (1. Westpreussisches) Nr. 6) – pułk piechoty niemieckiej.
Pułk sformowany 14 października 1772 .
W latach 1809–1811 we Frankfurcie nad Odrą. W latach 1860–1914 stacjonował w Poznaniu w składzie: 1 batalion i 2 batalion grenadierów, oraz batalion fizylierów.
W wyniku mobilizacji, w sierpniu 1914 pułk osiągnął gotowość bojową i w składzie 19 Brygady Piechoty 10 Dywizji został wysłany na front zachodni.

## Schemat organizacyjny w 1914
- V Korpus Armijny, Poznań
  - 10 Dywizja Piechoty - (10. Infanterie-Division), Poznań
    - 19 Brygada Piechoty - (19. Infanterie-Brigade), Poznań
      - 6 pułk grenadierów im. Hrabiego Kleista von Nollendorfa (1 Zachodniopruski) - (Königlich-Preußisches Grenadier-Regiment Graf Kleist von Nollendorf (1. Westpreussisches) Nr. 6), Poznań

## Dowódcy pułku
- 1807 – von Stößer
- 1808 – von Kamptz
- 1810 – von Willisen
- 1811 – von Schmalensee
- 1814 – von Kemphen
- 1815 Stach – von Goltzheim
- 1819 – von Röbel
- 1823 – von Rohr
- 1829 – von Sommerfeld
- 1834 – von Belle
- 1835 – von Bockelmann
- 1837 – von d. Heyde
- 1839 – von Uettenhoven
- 1842 –Palm
- 1848 – von Goldbeck
- 1852 Knappe
- 1857 – von Toll
- 1859 –Fischer
- 1861 – von Glümer
- 1866 – von Scheffler
- 1868 – von Floeckher
- 1871 – von Pannewitz
- 1875 – von Kalinowski
- 1882 – von Schulzendorff
- 1887 –Unger
- 1890 – von Prittwitz u. Gaff.
- 1893 – von Mützschesahl
- 1895 – von Blumenthal
- 1896 – von Prittwitz u. Gaff.
- 1897 – von Kameke
- 1900 – von Massenbach